# 1967 en France
Chronologie de la France
- 1963
- 1964
- 1965
- 1966
- 1967
- 1968
- 1969
- 1970
- 1971

Cet article présente les faits marquants de l'année 1967 en France.

## Événements

### Janvier
- 3 janvier : création de trois organismes de recherche, l'Agence nationale de valorisation de la recherche (ANVAR), le Centre national d'exploitation des océans (CNEXO) et l'Institut national de recherche en informatique et en automatique (INRIA), dans le cadre du Plan Calcul[1].
- 4 - 8 janvier : congrès de « l'ouverture » du PCF[2].
- 10 janvier : Valéry Giscard d'Estaing, dirigeant du FNRI, expose dans une conférence de presse sa politique du « Oui mais…» (« Oui à la majorité, mais avec la ferme volonté de peser sur ses orientations ».)[2]. Fin de l’appui inconditionnel au parti gaulliste à l'Assemblée nationale.
- 19 janvier : création à Grenoble de l'Institut Laue-Langevin[3].

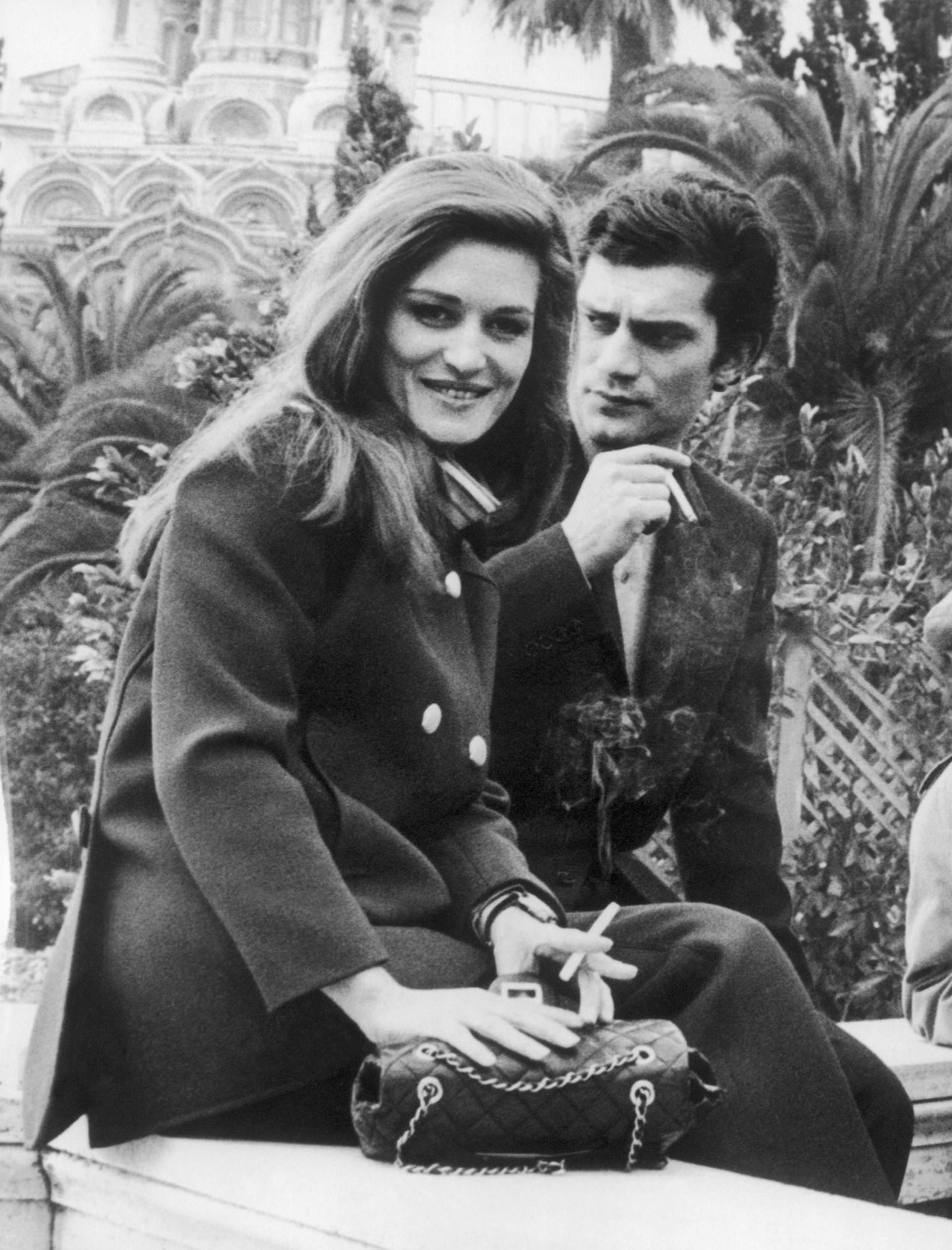
La chanteuse franco-italienne Dalida avec son fiancé, le chansonnier italien Luigi Tenco, à Sanremo en 1967.

- 25 janvier : suicide de Luigi Tenco, amant de la chanteuse Dalida, après son échec au festival de Sanremo[4].

### Février
- 17 février : ouverture au Petit Palais à Paris de l’exposition « Toutankhamon et son temps » organisée par Christiane Desroches-Noblecourt ; elle reçoit 1,24 million de visiteurs jusqu'au 4 septembre[5].
- 22 février : débat François Mitterrand-Georges Pompidou à Nevers[2].
- 25 février-24 mars : grève des 3 200 employés de la Rhodiacéta, usine de fabrication de fibres synthétiques, à Besançon ; le mouvement s'étend aux autres sites du groupe à Lyon-Vaise, Vénissieux et Saint-Fons. Des débrayages ont lieu au Péage-de-Roussillon[6].
- 27 février : débat François Mitterrand-Mendès France à Grenoble[2].
- 28 février : le premier meeting des Comités Vietnam Lycéens réunit plusieurs centaines de lycéens autour de Jacques Decornoy au cinéma Monge à Paris[7].
- Première diffusion de l'émission de divertissement « Les Grands Enfants », produite par Maritie et Gilbert Carpentier et réalisée par Georges Folgoas[8].

### Mars
- 2 mars : création de l'association des anciens honneurs héréditaires (AHH)[9]
- 5-12 mars : élections législatives. Progression de la gauche. Victoire serrée de la droite. Le Comité d’action pour la Ve République conserve une très courte majorité avec 244 sièges sur 486. Le pouvoir gaulliste est passé à un doigt d'une défaite historique et de la crise du régime[2].
- 11 mars : sortie du film  Le Vieil Homme et l'Enfant de Claude Berri[10].
- 17 mars : sortie du film Deux ou trois choses que je sais d'elle de Jean-Luc Godard[11].
- 18 mars : naufrage du Torrey Canyon et première grande pollution des plages de Bretagne[12].
- 19 mars : les habitants de la côte française des Somalis choisissent par référendum le maintien de la souveraineté française avec un nouveau statut ; elle devient le « territoire français des Afars et des Issas »[13].
- 29 mars :
  - lancement à Cherbourg du premier sous-marin nucléaire lanceur d'engins (SNLE) français : le Redoutable[14].
  - début de la production d'uranium très enrichi (90 %) de l'usine de Pierrelatte[15].

### Avril
- 3 avril : ouverture de la IIIe législature de la Cinquième République. Jacques Chaban-Delmas est réélu président de l'assemblée contre Gaston Defferre[16].
- 6 avril : Georges Pompidou se succède à lui-même comme Premier ministre[2].
- 7 avril : premier vol de l'hélicoptère Sud-Aviation Gazelle SA 340[17].
- 8 avril : nouveau gouvernement Pompidou. Jacques Chirac secrétaire d’État chargé de l’emploi[18].
- 11 avril-5 mai : grève générale dans la sidérurgie lancée par la CGT et la CFDT contre le plan conclu entre le gouvernement et les patrons de la sidérurgie qui prévoit la suppression de 15 000 emplois[19]. Elle aboutit à la première convention sociale de la sidérurgie lorraine le 3 mai 1967, qui prévoit l’établissement d’une commission paritaire, des garanties individuelles et collectives, ainsi que la préretraite à 60 ans.
- 13 avril : mise en place du « plan Calcul »[2].
- 21 avril : dernier duel officiel français opposant le député gaulliste René Ribière à Gaston Defferre, maire de Marseille[20].
- 26 avril : le Conseil des ministres demande l'autorisation à l'Assemblée de gouverner par ordonnance pour réformer la Sécurité sociale ; démission d'Edgard Pisani[2].
- 27-28 avril : « nuit des ronds rouges ». Lancement de la marque Elf. Deux mille stations-services changent simultanément d'enseigne[21].

### Mai
- 15 mai : mise en service du réacteur Célestin I à Marcoule pour la production de tritium[22].
- 17 mai : grève générale et manifestations contre les pouvoirs spéciaux réclamés par le gouvernement le 26 avril afin de réformer la Sécurité sociale[23].
- 17-22 mai : visite officielle à Paris de Daniel Johnson, Premier ministre du Québec[24].
- 18 mai, 7 et 14 juin : utilisation conjuguée des articles 38 et 49.3 de la Constitution pour faire adopter la loi d’habilitation économique et sociale[25].
- 20 mai : la motion de censure déposée par les communistes contre les « pouvoirs spéciaux » est rejetée à l'Assemblée nationale par 244 voix contre 236[26].
- 25, 26 et 27 mai : émeutes de mai 1967 en Guadeloupe. 300 gendarmes mobiles et CRS sont rapidement envoyés sur place. La répression cause la mort de quarante-neuf personnes (sept d'après les sources officielles)[27].

- 28 mai : Le Capitole devient le premier train en France qui atteint les 200 km/h sur la ligne Paris-Toulouse[28]. La durée du trajet entre Paris et Toulouse est ainsi abaissée à 6 h exactement.

### Juin
- 6 juin : convention entre la France et l'Allemagne de l'Ouest signée à Paris pour la construction, le lancement et l'utilisation du satellite expérimental de télécommunications « Symphonie » destiné à transmettre des émissions de radio et de télévision[29].
- 11-16 juin : Georges Séguy remplace Benoît Frachon au poste de secrétaire général de la CGT[2].
- 22 juin : la loi d'habilitation portant mesures d'ordre économique et social est enfin adoptée[26].
- 23-25 juin : éruption de tornades dans le nord de la France, le Benelux et la République démocratique allemande.

### Juillet
- 1er juillet : en application du traité de fusion, les trois communautés Ceca, CEE et Euratom, sont réunies pour former la Communauté européenne (CE). Elles conservent leur propre statut légal et leur juridiction, mais partagent les mêmes organes[30].
- 13 juillet : création par ordonnance de l'Agence nationale pour l'emploi[23]. Le pays compte alors 300 000 chômeurs[31].
- 24 juillet : discours de Charles de Gaulle en visite officielle à Montréal depuis le balcon de l’hôtel de ville : « Vive le Québec libre ! »[32].
- 26 juillet : sortie du film La Religieuse de Jacques Rivette après plusieurs mois de censure[33]

### Août

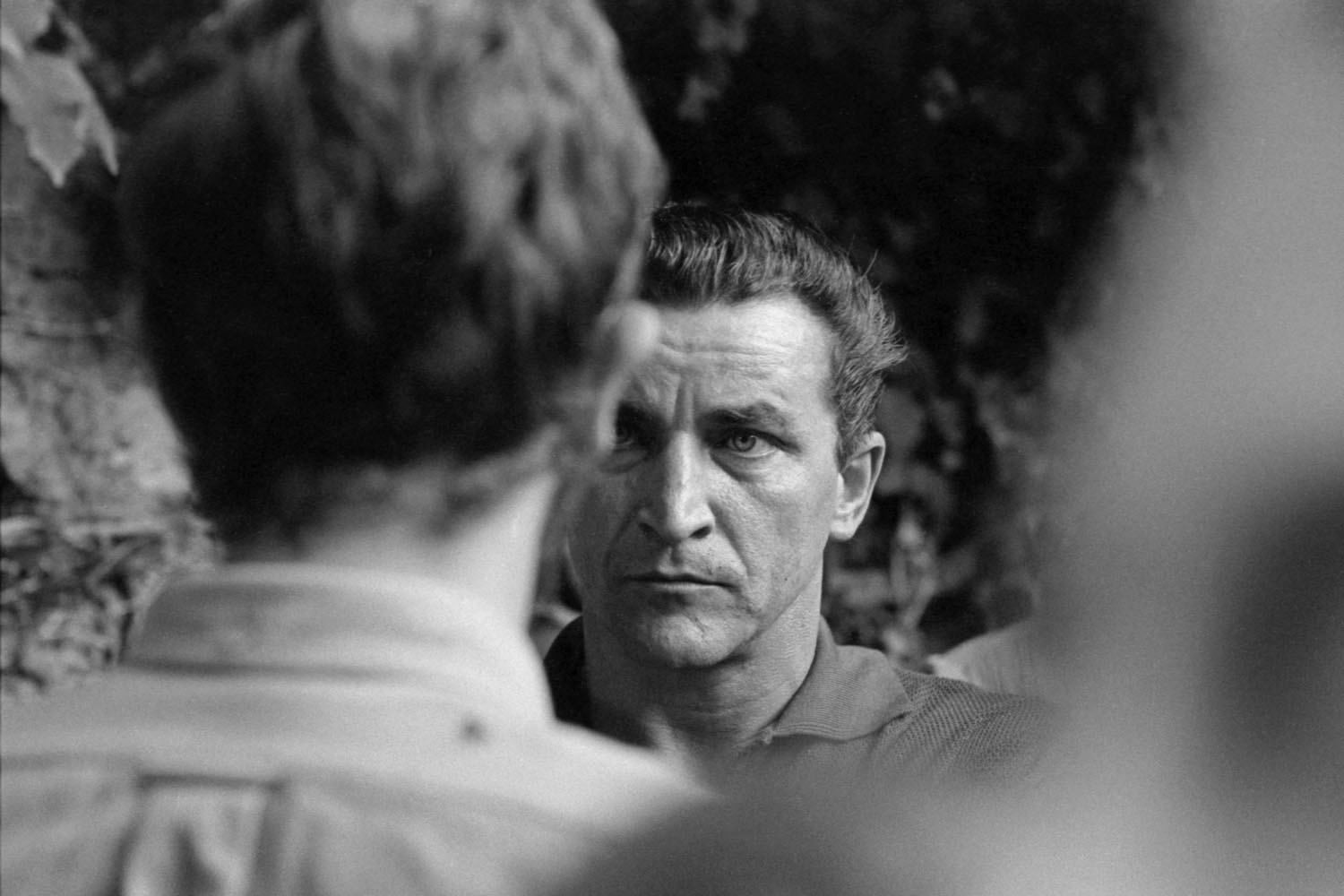
Maurice Béjart, festival d'Avignon 1967.

- 3 août : création à Avignon par le Ballet du XXe siècle de Messe pour le temps présent[34].
- 13 août : le village d’Arette (Basses-Pyrénées) est détruit par un séisme[35].
- 17 août : ordonnances sur l'intéressement des salariés aux bénéfices de l'entreprise[23]. La participation des salariés aux fruits de l'expansion devient obligatoire dans les entreprises de plus de 100 salariés, par la création du plan d'épargne d'entreprise (PEE).
- 21 août et 23 septembre : ordonnances et décrets réformant la sécurité sociale[23]. Création de l'Agence centrale des organismes de sécurité sociale. Cet établissement public à caractère administratif centralise l'ensemble des organismes de recouvrement de la Sécurité Sociale.

### Septembre
- 6 - 12 septembre : voyage de Charles de Gaulle en Pologne. Le 11 septembre, il prononce un discours devant la Diète (« la sécurité en Europe ne saurait résulter de l’affrontement de deux blocs mais de l'entente et de la coopération entre les peuples de l’Atlantique à l’Oural »)[36].
- 28 septembre : ordonnances créant les groupements d'intérêt économique (GIE)[37] et les sociétés immobilières pour le commerce et l'industrie (SICOMI)[38].
- 24 septembre-1er octobre : élections cantonales ; progression de la majorité et du PCF[2].
- 28 septembre : ordonnance créant la Commission des opérations de bourse (COB)[39].

### Octobre
- 1er octobre : diffusion du premier programme en couleur sur la deuxième chaîne de la télévision française[40].
- 9-14 octobre : semaine de revendication contre les ordonnances[41]. Agitation sociale[2].
- 10 octobre : création à Grenoble du Laboratoire d'électronique et de technologie de l'information (LETI)[42].

### Novembre
- 6 novembre : mise en service de la Carte Bleue, première carte de paiement française lancée à l’initiative de six banques, la BNP, le CCF, le Crédit du Nord, le CIC, le Crédit lyonnais et la Société générale[43].
- 10 novembre : le gouvernement annonce officiellement à l'Assemblée nationale sa décision d'ouvrir les antennes de la télévision publique à la publicité. Elle apparait pour la première fois sur les écrans le 1er octobre 1968[44].
- 17 novembre : après avoir rencontré Che Guevara et avoir passé quelques jours dans le maquis, Régis Debray capturé le 20 avril par l’armée bolivienne, est condamné à 30 ans de prison en Bolivie[45] (libéré en 1970).
- 17-20 novembre : grève des cheminots soutenue par la CGT[46].
- 23 novembre : Valéry Giscard d'Estaing, président de la Commission des finances, s'abstient lors du vote du collectif budgétaire[2].
- 26 novembre : la Conférence épiscopale française autorise la langue française pour le canon de la messe[47].
- 27 novembre :
  - conférence de presse de Charles de Gaulle ; il déclare que les Juifs sont restés « un peuple d’élite, sûr de lui-même et dominateur »[48]. Nouveau veto de la France de sur la candidature à la CEE présentée par le Royaume-Uni le 11 mai[49]. Un journaliste interpelle le président français à propos d’une phrase qu’il aurait prononcée : « L’Angleterre, je la veux toute nue »[50].
  - achevement de l’autoroute Paris-Lille[51].
- Premier congrès à Nanterre de la Fédération des associations de solidarité avec tous les immigrés (FASTI) regroupant 14 ASTI (Associations de solidarité avec les travailleurs immigrés) de la région parisienne[52].

### Décembre
- 4 décembre : affaire Malliart ; rapt et assassinat à Versailles d'un jeune garçon de sept ans, Emmanuel Malliart, par un adolescent de quinze ans, François Maison, qui réclame une rançon ; condamné à 15 ans de prison il est mis en liberté conditionnelle en 1975[53].

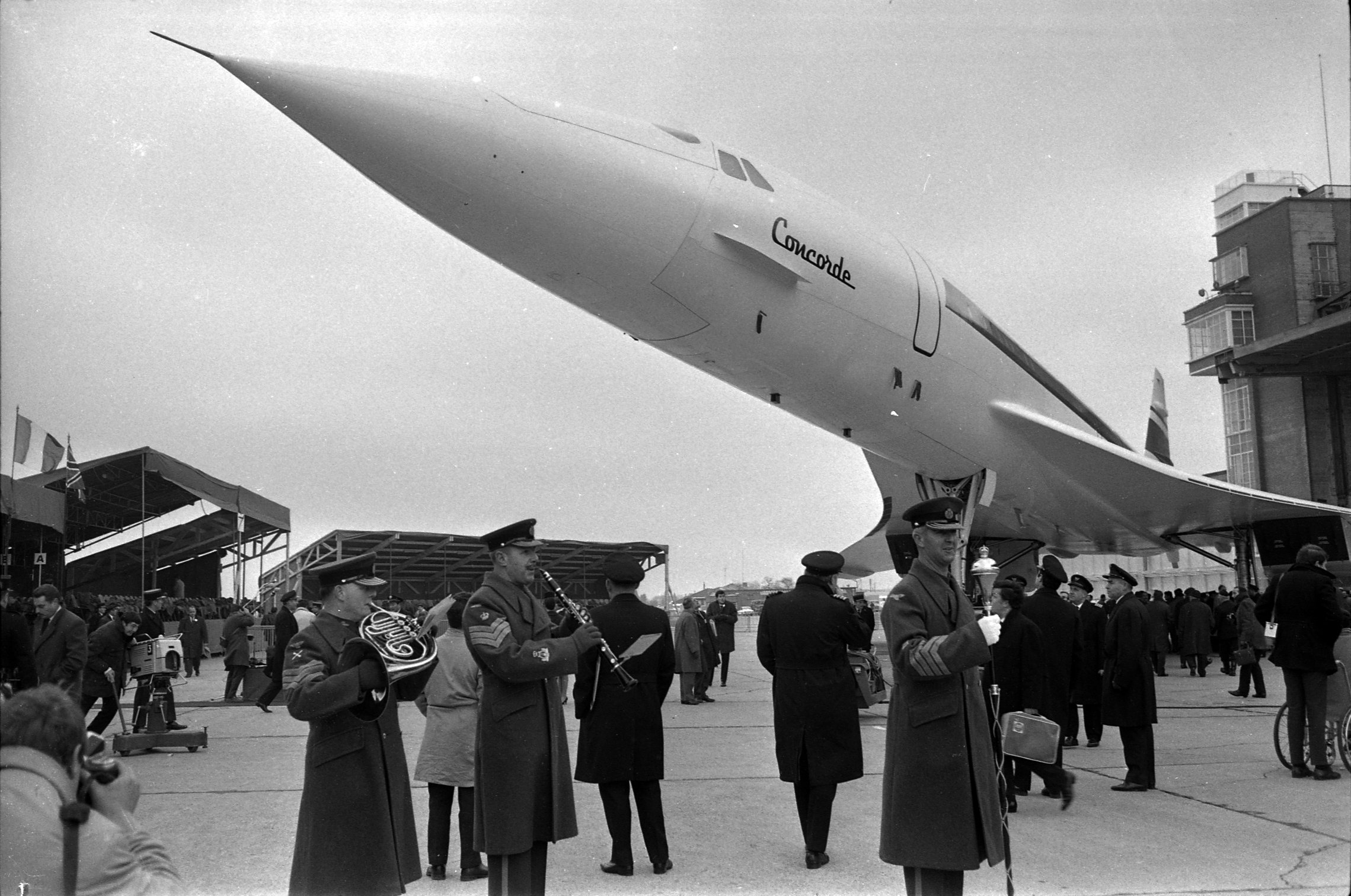
Présentation officielle du prototype du Concorde.

- 11 décembre : le premier prototype du Concorde est dévoilé à Toulouse[54].
- 13 décembre : journée nationale d'action intersyndicale unitaire[23]. Création du premier Comité d'action lycéen (CAL) au lycée Jacques-Decour à Paris à l'issue de la journée[55].
- 19 décembre : l'Assemblée vote la loi Neuwirth sur la contraception[2] ; la loi est promulguée le 28 décembre après le vote du Sénat. Elle autorise la fabrication et l'importation de contraceptifs oraux, et la publicité pour la contraception. Elle tarde à être appliquée. Les derniers décrets d'application ne sont signés qu'en 1972[56]. Devant l'opposition du général de Gaulle, les députés excluent le remboursement de la contraception : « Il ne faut pas faire payer les pilules par la Sécurité sociale. Ce ne sont pas des remèdes. Les Français veulent une plus grande liberté des mœurs mais nous n'allons tout de même pas leur rembourser la bagatelle »[57].
- 30 décembre : loi d'orientation foncière[58]. Création de la taxe locale d'équipement, au profit de la commune. Elle impose financièrement les constructions immobilières et est affectée au financement d'équipement d'urbanisme de la commune[59].

## Naissances en 1967
- 26 janvier : Jean-Paul Rouve, acteur.
- 9 février : Kool Shen, rappeur français.
- 13 mars : Pascal Elbé, acteur français.
- 29 mars : Nathalie Cardone, chanteuse française.
- 11 mai : Anaïs Jeanneret, actrice et écrivain française.
- 31 mai : Sandrine Bonnaire, actrice française.
- 3 juillet: Arnaud Giovaninetti, acteur français.
- 8 juillet : Stéphane Belmondo, musicien de jazz français.
- 14 juillet : Valérie Pécresse, femme politique française.
- 16 août : Clovis Cornillac, acteur français.
- 21 septembre : Stéphane Rotenberg, animateur TV français.
- 10 octobre : Jonathan Littell, écrivain français.
- 14 octobre : Gérald de Palmas, chanteur français
- 27 octobre : Joey Starr, rappeur français.
- 17 novembre : Alexandre Delpérier, commentateur sportif
- 23 novembre : Christophe Cocard, footballeur français.
- 29 décembre : Laurent Gerra, imitateur français.

## Décès en 1967
- 27 janvier : Alphonse Juin, 78 ans, maréchal de France. (° 1888).
- 6 février : Martine Carol, 46 ans, actrice française. (° 1920).
- 10 avril : Jean-Claude Rolland, 35 ans, acteur français. (° 1931).
- 11 mai : David Galula, 48 ans, militaire et théoricien français. (° 1919).
- 26 juin : Françoise Dorléac, 25 ans, actrice française. (° 1942).
- 10 juillet : Albertine Sarrazin, 29 ans, écrivain. (° 1937)
- 23 septembre : Pierre Dumas (résistant) à  Saint-Martin-d'Oydes.
- 14 octobre : Marcel Aymé, 65 ans, écrivain (° 1902).